# Nephele hespera
Nephele hespera är en fjärilsart som beskrevs av Saalmüller 1884. Nephele hespera ingår i släktet Nephele och familjen svärmare. Inga underarter finns listade i Catalogue of Life.

## Beskrivning

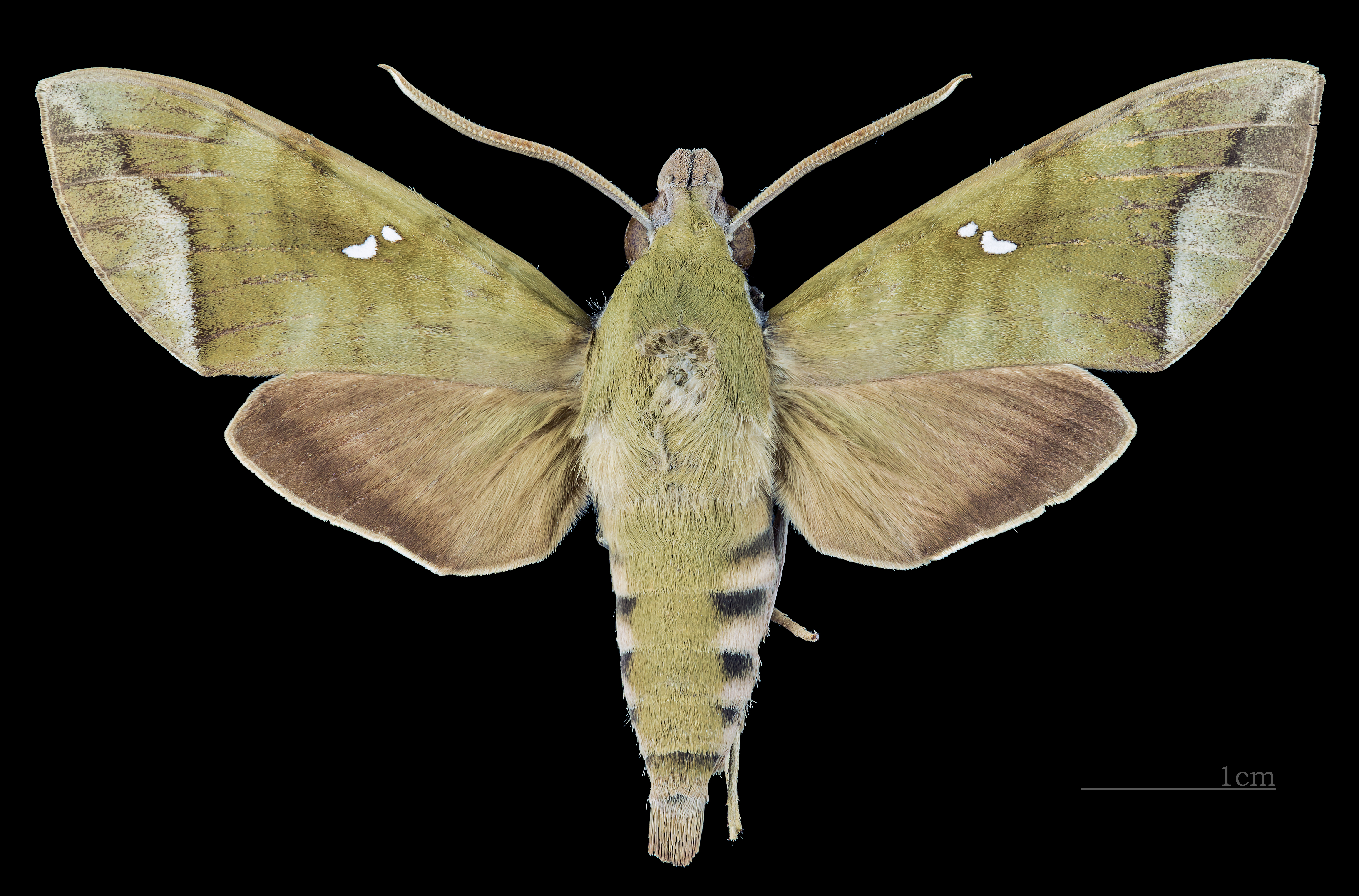
♂
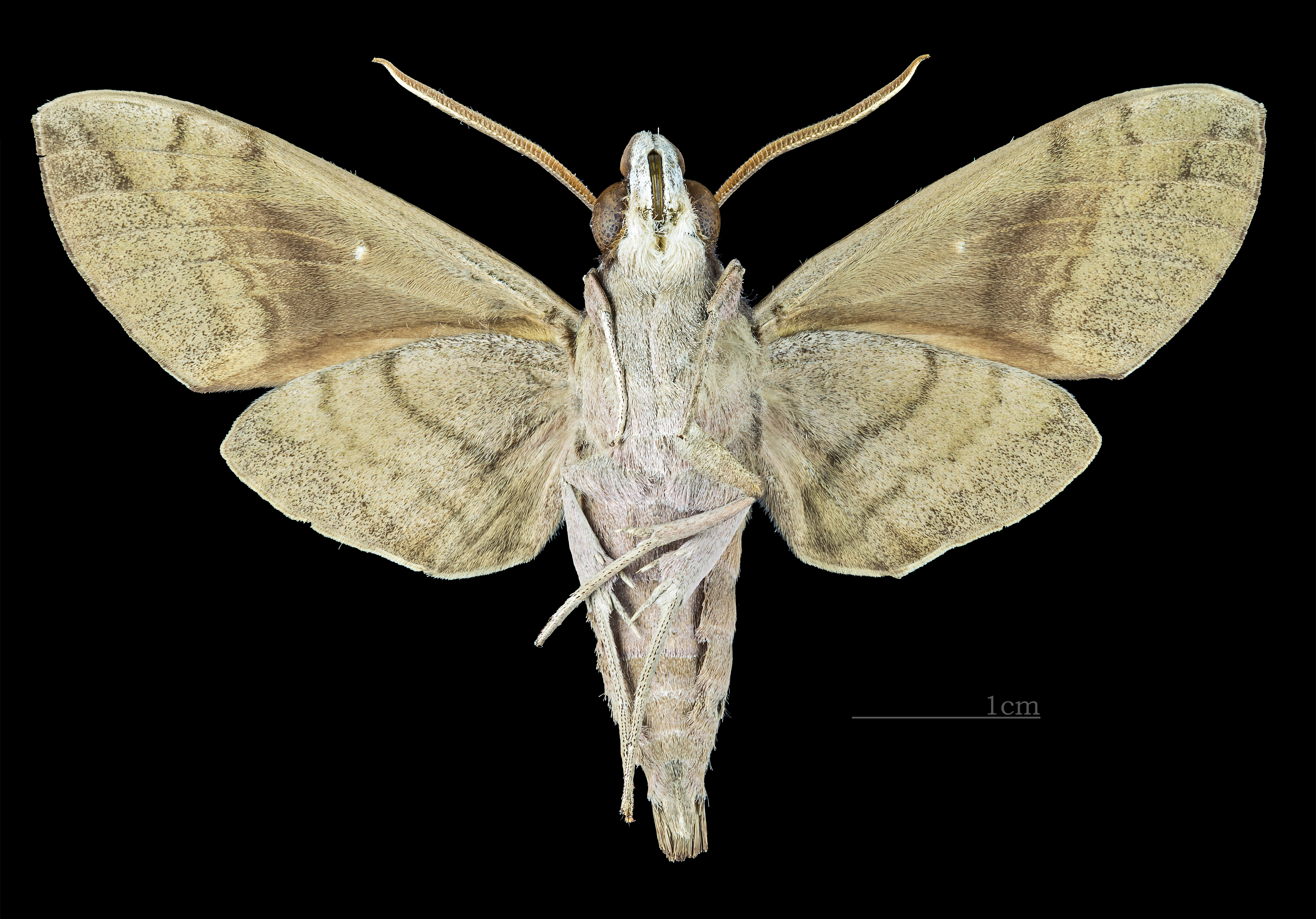
♂ △
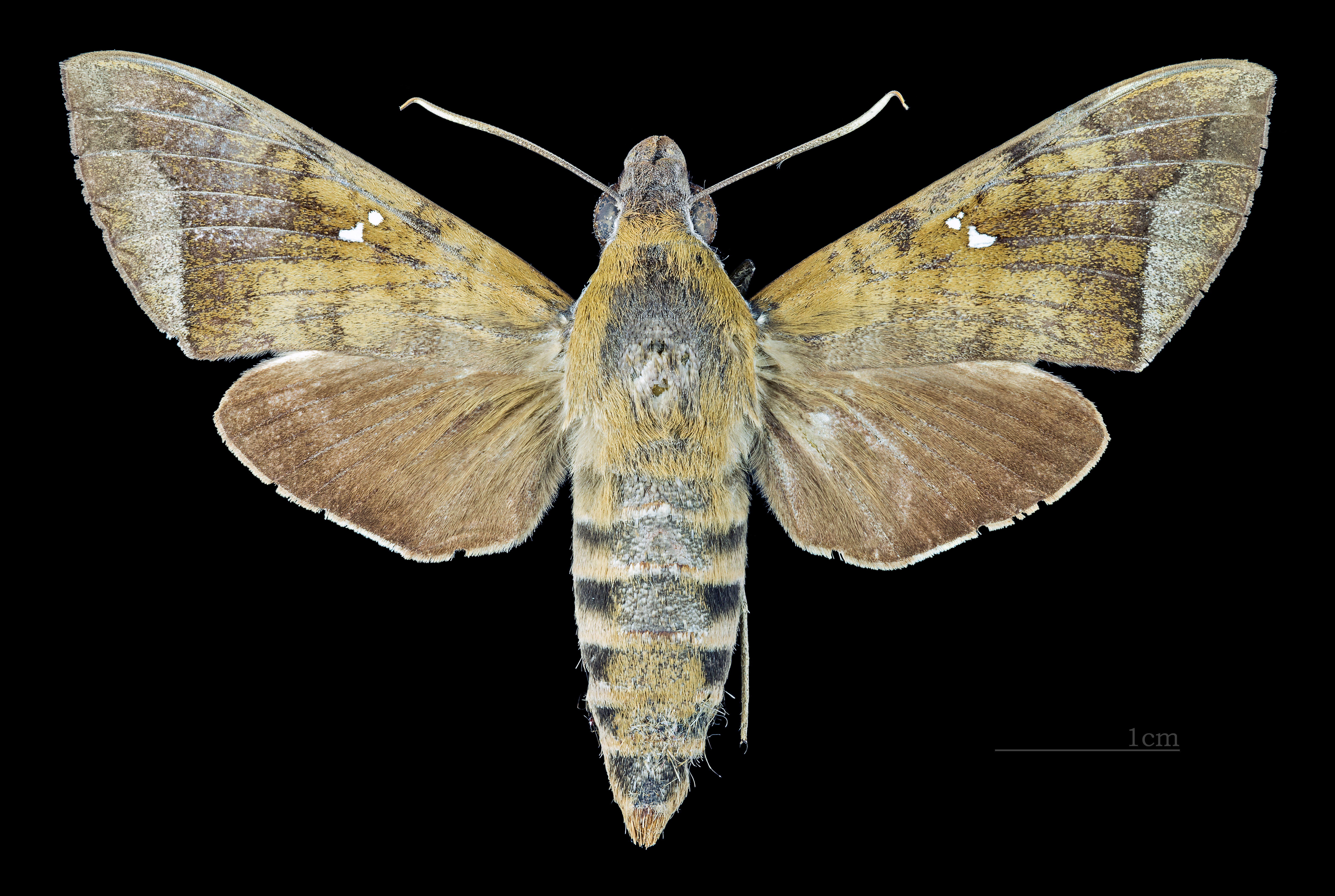
♀
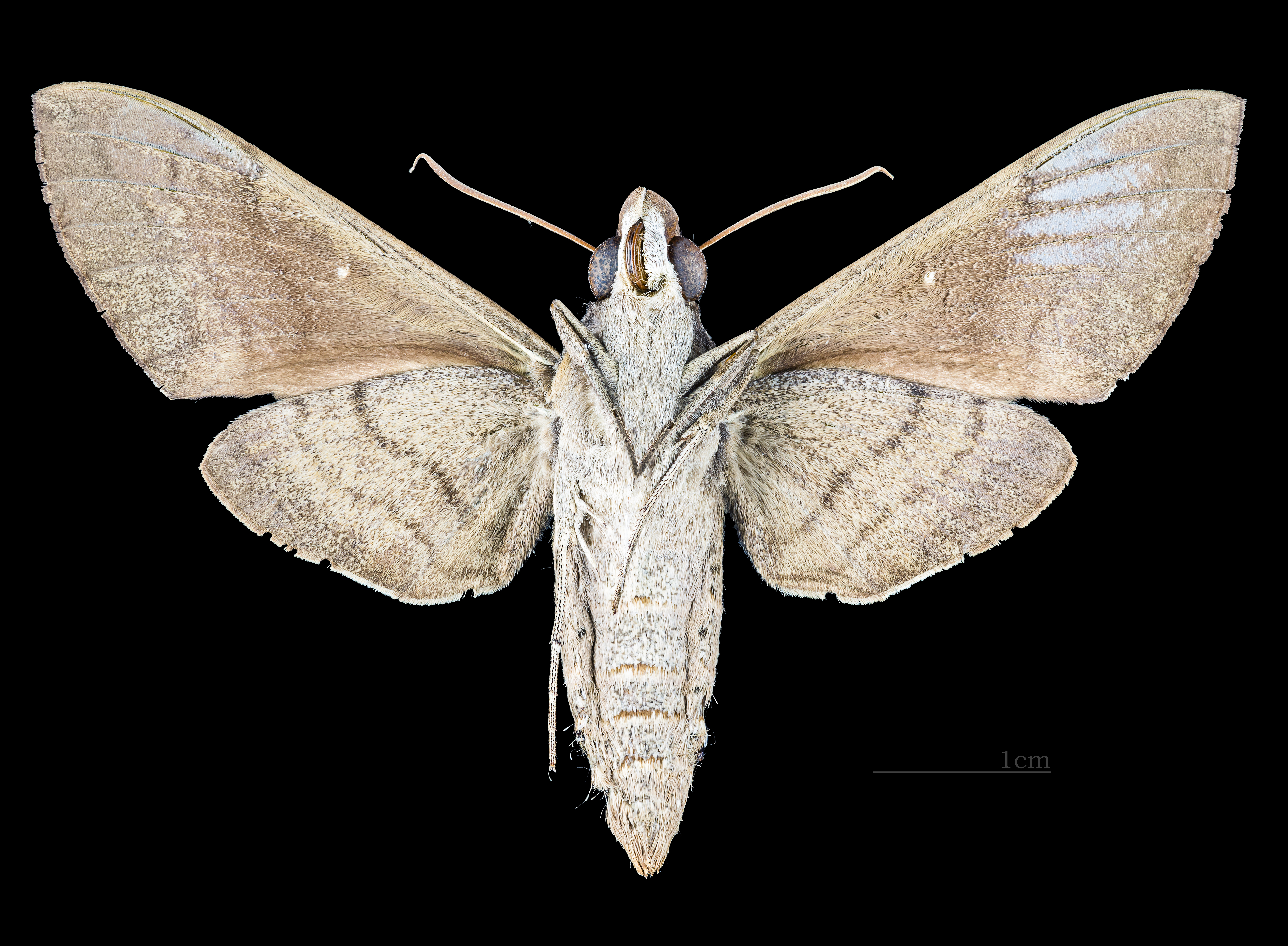
♀ △